# Johann Carl Trumler
Johann Carl Trumler (auch Trummer, * 26. Juni 1657 in Eggenburg; † 18. Mai 1720 in Wien) war 1713 Dombaumeister am Stephansdom und kaiserlicher Hof-Steinmetzmeister. Er wird in den Schriften auch als Trummer bezeichnet. Eine Verwandtschaft mit dem Kaisersteinbrucher Steinmetzmeister Martin Trumler ist möglich, aber nicht dokumentiert.

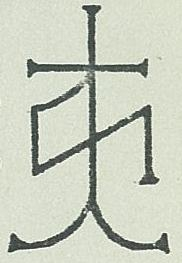
Steinmetzzeichen Johann Carl Trumler

## Leben und Wirken
Am 14. Mai 1687 legte er sein Meisterstück der Wiener Bauhütte vor. Wie fast allen anderen auch wurde ihm eine Strafe, hier mit 18 Reichstalern, auferlegt – da sich darinnen zimbliche Fähler befunden ..

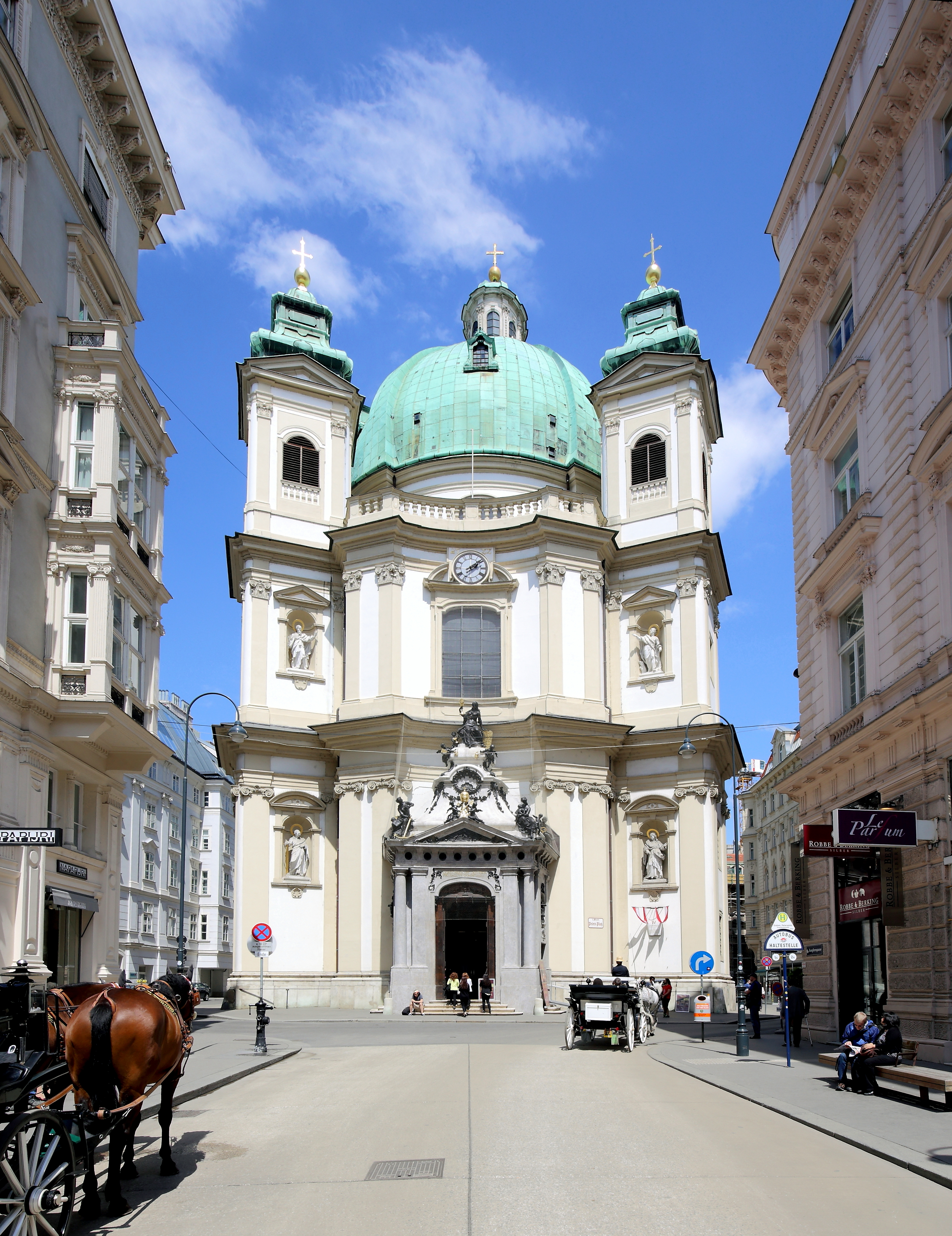
Peterskirche, vom Graben aus gesehen

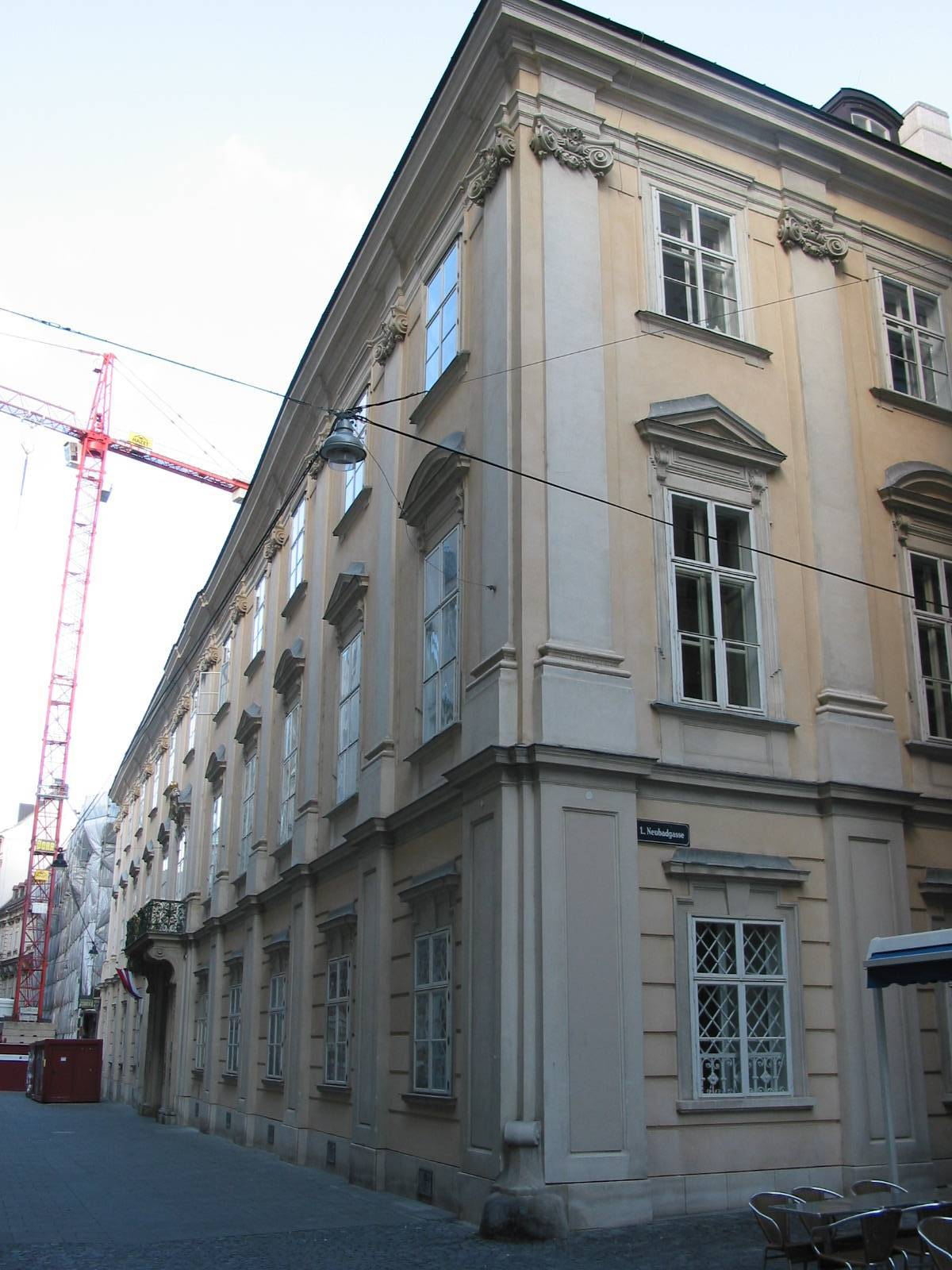
Palais Esterházy

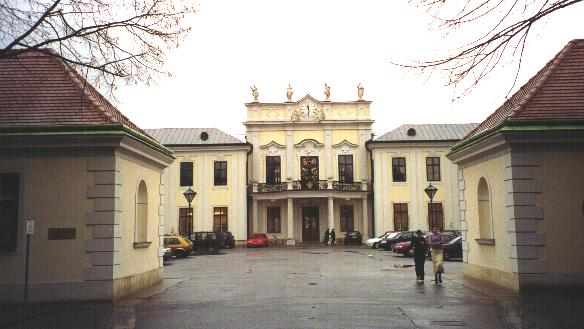
Schloss Hetzendorf, Ehrenhof

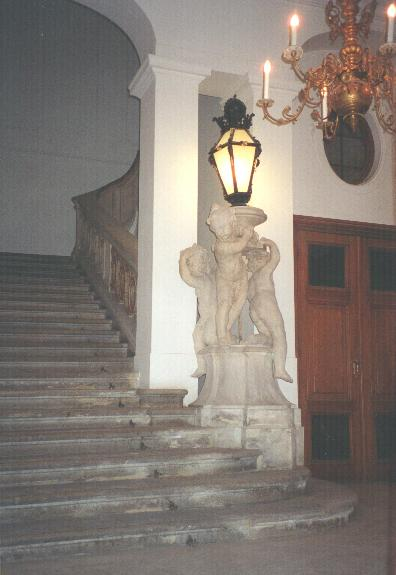
Schloss Hetzendorf, Treppe Kaiserstein

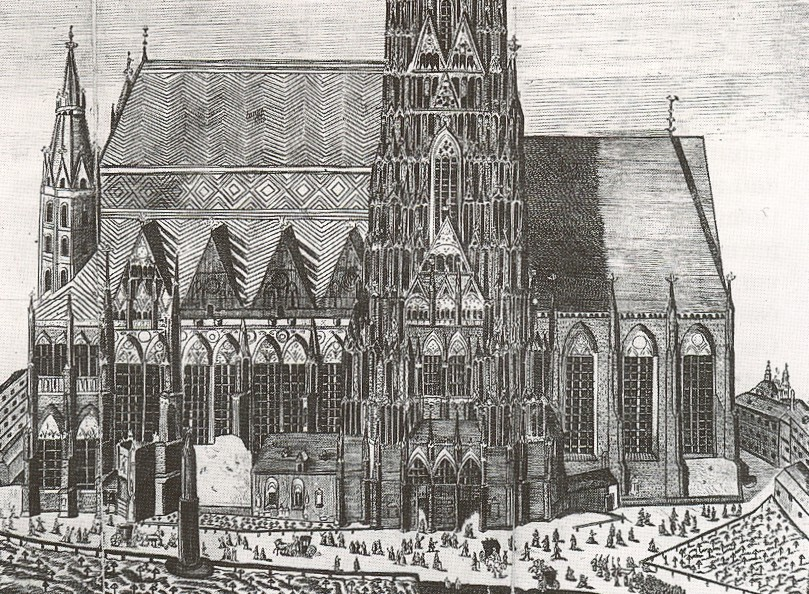
Salomon Kleiner: St. Stephans Friedhof, 1720

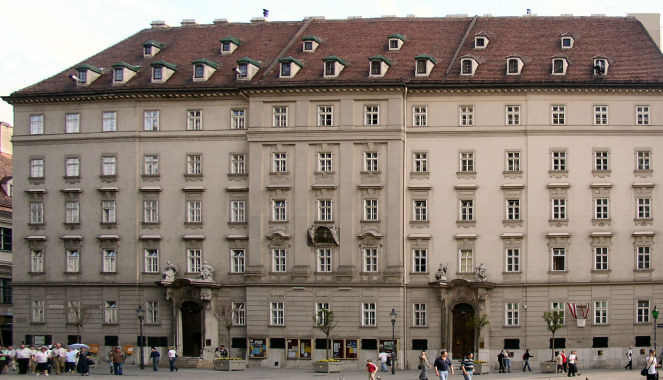
Stephansplatz Curhaus, ehem. Bürgerschule

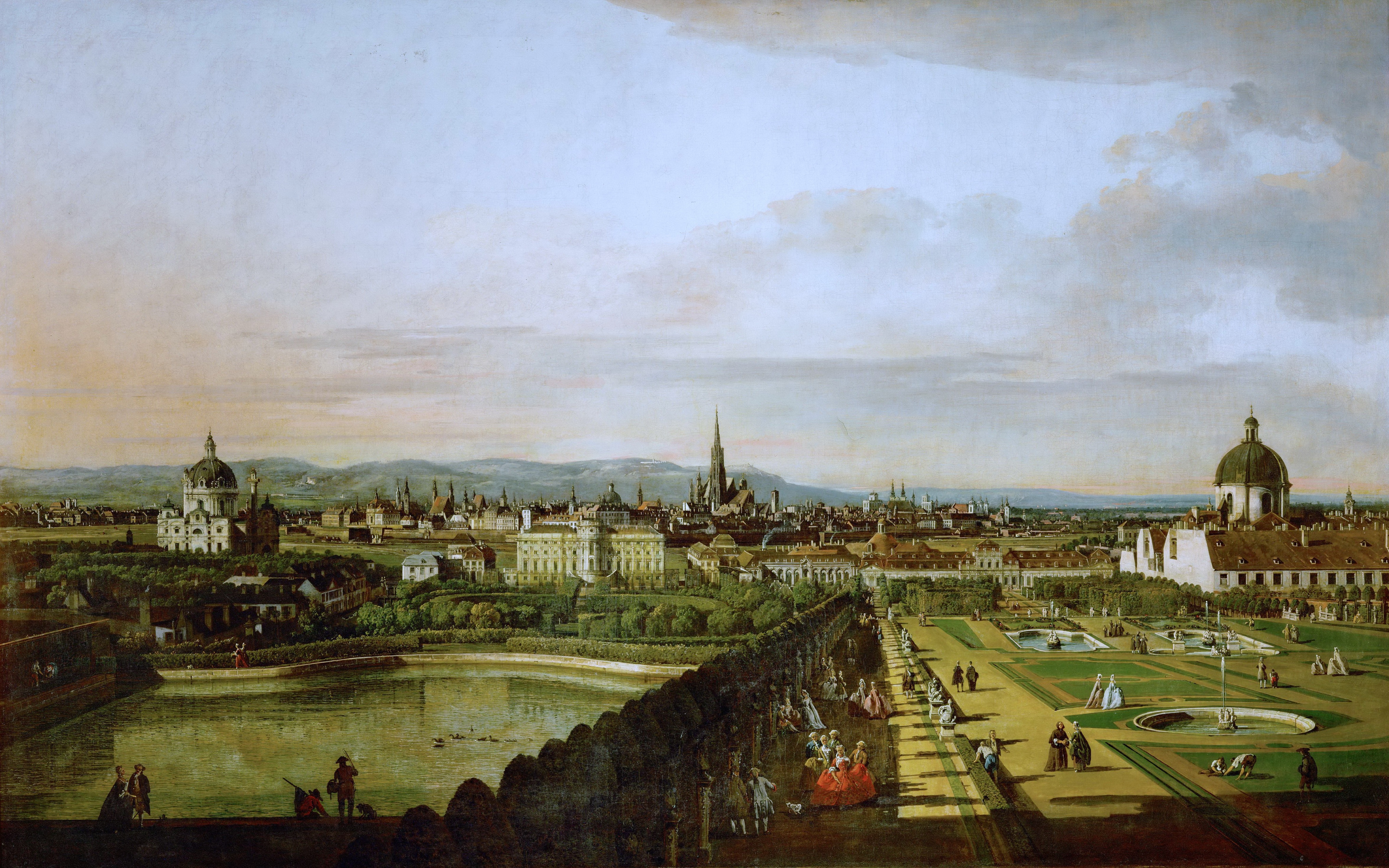
Canaletto, Blick auf Wien mit Karlskirche und Stephansdom

Von 1688 bis 1713 wohnte er im Gäminger Hof bei der Ruprechtskirche in Wien.
Der junge Meister nahm am 24. April 1688 Michael Wallner von Mülln in Salzburg als Lehrjungen auf. Eine Eintragung im Innungsbuch am 20. Oktober 1692 informiert, dass dieser Lehrling durchgegangen sei und sich von der Stadtwache in Salzburg habe aufnehmen lassen. Er entlief aber auch dort wieder und kehrte nach Wien zurück. So beschloss das Handwerk am 22. Juli 1699 ihn gnadenhalber auslernen zu lassen. Vor der Freisprechung und Empfang des Steinmetzgeheimnisses soll er aber zur Strafe 15 fl in die Lade legen und dem Meister das Schuldige erlegen. Er wurde wieder dem Meister Trumler zugesprochen und am 14. Februar 1700 freigesprochen.
Seine Ehefrau Maria Rosina, eine verwitwete Glimpfinger, starb am 15. Juli 1713 an Hiz und Gallfieber mit 59 Jahren. Im Testament vom 29. Dezember 1711 wünschte sie auf dem St. Stephans Friedhof .. ohne alles Gepränge und Unkosten .. begraben zu werden. Sohn Paul Jacob Glimpfinger aus erster Ehe erhielt 1.000 fl .. der Ehemann wolle von Paul Jacob seine väterliche Hand nicht abziehen, sondern ein gütig Auge auf ihn haben. Die anderen drei Kinder erbten 3.000 fl, sie war eine wohlhabende Frau. Trumler kann als durchschnittlich verdienender Meister angesehen werden. Sein Stiefsohn Paul Jacob Glimpfinger wurde Jesuit, trat aber wieder aus und wurde am 22. Juni 1687 vom Stiefvater zum Auslernen übernommen.
Ab 1714 wurde Trumler Mitglied des Äußeren Rates der Stadt Wien.

### Verbindung zur Kaisersteinbrucher Bruderschaft
- Das Wiener Steinmetz-Handwerk bestimmte ihn zum Lehrmeister für den Jungen Johann Paul Schilck. Als dieser am 23. November 1700 in der Schottenkirche zu Wien Catharina Fuxin, Witwe des Steinmetzmeisters und Richters im kaiserlichen Steinbruch Reichardt Fux heiratete, war Johann Carl Trumler Trauzeuge. Es war ein ungeschriebenes Gesetz in Kaisersteinbruch, wer die Richterswitwe zur Frau erhielt, übernahm bei nächster Gelegenheit auch das Amt. Schilck wurde von 1711 bis 1722 Richter ebendort. Diese Ehe hielt 45 Jahre, das war damals ein seltenes Ereignis.
- Als Meister Martin Trumler in Kaisersteinbruch im Jahre 1705 starb und seine Witwe Maria Elisabetha am 14. November 1706 den Gesellen Elias Hügel heiratete, war er dort ebenfalls Trauzeuge. Sie hatte vier Kinder, dem 20-jährigen Franz, Maria Regina[2], Ambrosius und dem einjährigen Maximilian.

### Dombaumeister in Wien 1713–1720
Sein Vorgänger war Meister Veith Steinböck. Eintragung im Bruderschaftsbuch .. Anno 1713, den 27. März bin ich, Johann Carl Trumler, Paumeister wordten bey dem Löbl. Domstift St. Stephan allhier.
Zugleich mit dem Amt des Dombaumeisters übersiedelte Trumler an den St. Stephans Friedhof, neben der Bürgerschule. An Stelle des heutigen Curhauses stand einst die mittelalterliche Bürgerschule, bis zur Gründung der Wiener Universität 1365, und die Bauhütte von St. Stephan, in der die Zunft der Steinmetze ihre Lade hatte und wo sie auch ihre Feste feierte. Hier wohnte auch der jeweilige Dombaumeister.
Seine Obrigkeit war bis 1716 der Fürsterzbischof Franz Ferdinand Freiherr von Rummel, dem im Jesuitenkolleg Ingolstadt ausgebildeten Erzieher und Religionslehrer des römisch-deutschen Kaisers Joseph I. Der Nachfolger, der erste Kardinal von Wien, Sigismund Graf von Kollonitz, dessen kirchlicher Aufstieg im Jesuitenkonvikt in Neuhaus in Böhmen begann.
Trumler bekam für sein „Kleidgeld“ jährlich 5 Gulden. 1713, im Jahr der Pest in Wien, leistete Kaiser Karl VI. im Dom das Gelöbnis, eine Kirche zu errichten, wenn die Epidemie wieder ausklingt. Zwei Jahre später begannen die Bauarbeiten an der kaiserlichen Kirche, bei denen der Hof-Steinmetzmeister Johann Carl Trumler bis an sein Lebensende mitwirkte.
1713 wählte ihn das Wiener Steinmetzhandwerk zum Obervorsteher.
In den Totenprotokollen vom 18. Mai 1720 lesen wir .. Herr Johann Carl Trumler, des äussern raths und baumeister bey St. Stephan, ist in sein quartier alda an lunglbrand und frais verschieden, alt 63 Jahr. Sein Nachfolger als Dombaumeister wurde Thomas Haresleben. Nach dem Ableben von Johann Carl Trumler erhielt Meister Matthias Winkler den Titel Hof-Steinmetzmeister, wurde Obervorsteher und 1733 Dombaumeister zu St. Stephan.

## Werke
- 1687–1695: Palais Esterházy an der Wallnerstraße
- ab 1701: Peterskirche, Sockelsteine usw.
- ab 1703: Palais Schönborn-Batthyány mit dem Kaisersteinbrucher Meister Johann Georg Haresleben
- 1713–1720: Dombaumeister zu St. Stephan
- bis 1717: Schloss Hetzendorf
- 1716–1720 Karlskirche

## Archivalien
- Wiener Stadt- und Landesarchiv: Unbehausten Buch, Testament der Maria Rosina Trumlerin, Steuerakten, Steinmetzakten, Totenprotokolle.
- Stift Heiligenkreuz Archiv: Trauungsbücher 1706.
- Hofkammerarchiv: Rechnungsbuch der Karlskirche.
- Haus-Hof-Staatsarchiv: Staatskalender 1719, Kapitel Kaiserliches Hof-Bauamt.
- Diözesanarchiv St. Stephan: Kirchenmeisterbücher.